# Les Filles du code secret
Pour plus de détails, voir Fiche technique et Distribution.
Les Filles du code secret (Sebastian) est un film britannique réalisé par David Greene et sorti en 1968.

## Synopsis
Sebastian est un cryptographe qui recrute et dirige une équipe de femmes décryptant des codes secrets pour les services secrets britanniques.

## Fiche technique
- Titre : Les Filles du code secret
- Titre original : Sebastian
- Réalisation : David Greene
- Scénario : Gerald Vaughan-Hughes sur une histoire de Leo Marks
- producteurs : Michael Powell, Herbert Brodkin, Gerry Fisher
- musique : Jerry Goldsmith
- décors : Wilfrid Shingleton
- Pays d'origine : Royaume-Uni
- Langue : anglais
- Genre : Comédie, espionnage
- Durée : 100 minutes
- Dates de sortie :
  - Royaume-Uni : 24 janvier 1968

## Distribution
- Dirk Bogarde : Sebastian
- Susannah York : Rebecca (Becky) Howard
- Lilli Palmer : Elsa Shahn
- John Gielgud : Directeur des services secrets
- Nigel Davenport : General John Phillips
- Janet Munro : Carol Fancy
- Ronald Fraser : Toby
- John Ronane : Jameson
- Donald Sutherland : Ackerman
- Margaret Johnston : Miss Elliott
- Ann Beach : Pamela
- Ann Sidney : Naomi
- Veronica Clifford : Ginny
- Alan Freeman : présentateur de la télévision
- Hayward Morse : Gavin